# Rame laht
Rame laht är en vik utmed Estlands västkust. Den ligger i Hanila kommun i landskapet Läänemaa, 120 km sydväst om huvudstaden Tallinn. Öster om viken ligger halvöarna Virtsu poolsaar och Puhtulaid samt färjeläget Virtsu, väster ut ligger estländska fastlandet, norrut den innersta delen av viken som benämns Mõisa laht, och söderut ligger den nordligaste delen av Rigabukten.
Inlandsklimat råder i trakten. Årsmedeltemperaturen i trakten är 5 °C. Den varmaste månaden är augusti, då medeltemperaturen är 16 °C, och den kallaste är januari, med −6 °C.